# 巣立ちの歌
巣立ちの歌（すだちのうた）は村野四郎作詞、岩河三郎作曲の合唱曲。1965年製作。

## 伴奏
ピアノ伴奏は岩河が作曲した「通常版」だけでなく、児童・生徒が弾き易いようにアレンジされた「簡易版」の計2種類が存在する。「通常版」はある程度の技巧を要すると同時に、岩河の他の多くの合唱曲にも見られるような、単に伴奏の域に収まらないピアノ演奏の迫力が特徴的である。一方で「簡易版」はそのような難易度の高い部分やピアノ演奏が目立つ部分はアレンジされ、合唱曲として演奏のし易さに重点が置かれている。

## 録音
- タンポポ児童合唱団
  - 2005年発売『旅立ちの日に 〜卒業式ソングベスト〜』（キングレコード・ KICW-8712）に収録。
- 笹原幸治郎（川原慶久）・立花みさと（堀川千華）・中之条（山本和臣）・ウェボシー（玉置陽子）・フェっちゃん（樋口結美）
  - 2011年発売『「日常」の合唱曲』（ランティス・LACA-15151）に収録。テレビアニメ『日常』第21話エンディングテーマ。
- アネモネリア
  - 2021年、シングル『巣立ちの歌/Life is サイダー』（SACRA MUSIC）に収録。テレビアニメ『ワンダーエッグ・プライオリティ』（日本テレビ）主題歌。